# Bollywood Queen
Pour plus de détails, voir Fiche technique et Distribution.
Bollywood Queen est un film britannique de Bollywood réalisé et scénarisé par Jeremy Wooding, sorti en 2003. L'intrigue est inspirée de Roméo et Juliette, la pièce phare de William Shakespeare.

## Synopsis
Issue d'une respectable famille gujarati, Geena est une grande admiratrice du cinéma bollywoodien. Elle rêve du grand amour, d'une idylle comme au cinéma. Mais sa vie est loin d'une romance bollywoodienne et la jeune femme peine à s'épanouir dans sa relation avec Dilip, un ambitieux qui ne lui correspond pas.
De son côté, Jay débarque du Somerset pour rejoindre son frère Dean à Londres. Passionné de guitare, le jeune homme espère débuter une nouvelle vie au sein de la capitale.
La rencontre de Geena et Jay pourrait bien provoquer des étincelles, à condition qu'ils parviennent à passer outre aux préjugés de leurs familles et le choc culturel...

## Fiche technique
Sauf indication contraire, les informations mentionnées dans cette section peuvent être confirmées par la base de données cinématographiques IMDb,  présente dans la section « Liens externes ».
- Titre : Bollywood Queen
- Réalisation : Jeremy Wooding
- Scénario : Neil Spencer et Jeremy Wooding d'après Roméo et Juliette de William Shakespeare
- Musique : Steve Beresford et Michael Kay
- Photographie : Jono Smith
- Montage : Ben Yeates
- Costumes : Helen Woolfenden
- Maquillage : Noella Mingo et Jeanette Redmond
- Production : Jeremy Wooding, Jason Piette, Michelle Turner, Jeremy Wooding
- Société de production : Win Media
- Société de distribution : Redbus
- Pays de production : Royaume-Uni
- Langue originale : anglais, hindi
- Genres : comédie romantique, film musical
- Durée : 89 minutes
- Dates de sortie :
  - Royaume-Uni : 11 décembre 2002 (avant-première)
  - Royaume-Uni : 17 octobre 2003

## Distribution
|                                                         |  |  |
| Les acteurs principaux, Preeya Kalidas et James McAvoy. |  |  |

- Preeya Kalidas : Geena
- James McAvoy : Jay
- Ray Panthaki : Anil
- Ciarán McMenamin : Dean
- Kat Bhathena : Anjali
- Ian McShane : Frank
- Amerjit Deu : Sanjay
- Karen David : Neeta
- Lalita Ahmed : la mère de Geena
- Andy Beckwith : Johnny
- Jo Cameron Brown : Anita
- Saraj Chaudhry : Tariq
- Ronny Jhutti : Dilip
- Ranu Setna : Oncle Ganesh
- Elsa de Belilovsky : Elsa

## Récompenses et nominations
British Independent Film Awards
- Jeremy Wooding - nommé au Douglas Hickox Award (Prix du meilleur réalisateur débutant)